# Гежа (Муреш)
Гежа (рум. Gheja) насеље је у Румунији у округу Муреш у општини Лудуш. Oпштина се налази на надморској висини од 272 m.

## Становништво
Према подацима из 2002. године у насељу је живело 1585 становника.

### Попис2002.
| Расподела становништва по националности 2002.‍ | Расподела становништва по националности 2002.‍ | Расподела становништва по националности 2002.‍ | Расподела становништва по националности 2002.‍ | Расподела становништва по националности 2002.‍ |
| --------------------------------------------- | --------------------------------------------- | --------------------------------------------- | --------------------------------------------- | --------------------------------------------- |
|                                               |                                               |                                               |                                               |                                               |
| Румуни                                        | Румуни                                        |                                               | 1.388                                         | 87,6%                                         |
| Мађари                                        | Мађари                                        |                                               | 47                                            | 3,0%                                          |
| Роми                                          | Роми                                          |                                               | 143                                           | 9,0%                                          |
| неизјашњени                                   | неизјашњени                                   |                                               | 6                                             | 0,4%                                          |